# Donya (film)
Pour plus de détails, voir Fiche technique et Distribution.
Donya (دنیا) est un film dramatique iranien réalisé par Manouchehr Mossayeri, sorti en 2003.

## Synopsis
Hadj Reza Enayat (Mohammad Reza Sharifinia) est un homme d'une éducation religieuse, marié et propriétaire d'une agence immobilière rencontre Donya (Hedieh Tehrani), une femme d'éducation moderne qui revient d'un long séjour à l'étranger pour refaire sa vie au pays. Elle est intéressée à acheter la vieille maison appartenant à Hadj Reza Enayat. Ce dernier lui propose de louer un des appartements qu'il a fait construire récemment en attendant de faire, si possible, un arrangement au sujet de la vieille maison.   
Hadj Reza tombe amoureux de la jeune femme, envoie sa femme en voyage en Syrie et Kerbala pour passer plus de temps avec sa bien-aimée. Donya mène bien le jeu de l'amour, et Hadj Reza ne tarde pas à lui demander sa main. Elle accepte à condition de posséder la vieille maison. De bon gré, Hadj Reza la lui offrira en dot de mariage, sans se douter de tout ce que la jeune femme aurait manigancé dès le début.

## Fiche technique
- Titre : Donya
- Titre original : دنیا
- Réalisation : Manouchehr Mossayeri
- Production : Ali Mazinani
- Musique originale : Fariborz Lachini
- Pays d'origine :  Iran
- Langue : Persan
- Genre : Film dramatique
- Durée : 108 minutes
- Dates de sortie : 2003

## Distribution
- Mohammad Reza Sharifinia : Hadj Reza Enyat
- Hedieh Tehrani : Donya Shadab
- Gohar Kheirandish : Khanoome Hadji
- Farajollah Golsefidi
- Soroosh Goodarzi
- Elham Hamidi
- Majid Moshiri